# Guglielmo del Palatinato-Zweibrücken
Guglielmo del Palatinato-Zweibrücken, noto anche come Federico Guglielmo, Wilhelm von Forbach o Guillaume de Deux-Ponts (Zweibrücken, 18 giugno 1754 – Monaco di Baviera, 21 luglio 1807), è stato un nobile e generale tedesco.

## Biografia
Figlio morganatico del duca Cristiano IV del Palatinato-Zweibrücken e di sua moglie, la ballerina francese Marie Jeane Camasse, nacque a Zweibrücken nel 1754 dove, due anni prima, era nato suo fratello Cristiano. Nel 1792 ottenne il titolo di barone di Zweibrücken dal momento che la sua condizione di figlio morganatico gli impediva la successione al ducato paterno.
Per un accordo tra re Luigi XV di Francia e suo padre, nel marzo del 1751 il Palatinato-Zweibrücken promise che, in caso di necessità, avrebbe fornito alla Francia un reggimento di fanteria, e l'occasione infatti si presentò proprio con la guerra dei sette anni quando venne costituito il reggimento reale Deux-Ponts nel 1757. Tale forza venne impiegata per la prima volta nella Battaglia di Roßbach. Per volontà di Cristiano IV, suo figlio Cristiano venne posto a capo di questo reggimento con suo fratello Guglielmo come vicecomandante. Inquadrato nell'armata del conte Jean-Baptiste Donatien de Vimeur de Rochambeau, il reggimento prese parte al corpo di spedizione francese che partecipò alla Rivoluzione americana, assistendo gli americani nella battaglia di Yorktown del 4 ottobre 1781. Ebbe modo in particolare di distinguersi nell'assalto al ridotto n.9 alla testa di 400 soldati francesi, azione che gli consentì di fatti di squarciare le difese del nemico all'esercito rivoluzionario Nel 1782, al suo ritorno in Francia, Luigi XVI gli conferì il titolo di visconte.
Con lo scoppio della rivoluzione francese, Guglielmo venne costretto a lasciare l'esercito francese e si trasferì in quello bavarese bavarese, dove ha avuto lo scorso il grado di generale ed era capitano generale della Hartschier (guardia del corpo del duca). Morì a Monaco di Baviera nel 1807 e venne sepolto nel vecchio cimitero meridionale della città.

## Matrimonio e figli
Guglielmo del Palatinato-Zweibrücken sposò nel 1780 Martine-Adelaide de Polastron (1760-1795), sorellastra della damigella d'onore Yolande de Polastron e zia di suo figlio, il primo ministro francese Jules de Polignac. La coppia ebbe insieme quattro figli:
- Cristiano (1782-1859), generale di cavalleria dell'esercito bavarese, comandante generale della guardia del corpo, non ebbe discendenza.
- Carlo Augusto (1784-1812), ufficiale di cavalleria bavarese, ferito a morte nella battaglia di Borodino
- Maria Anna (1785–1857), sposò il barone Anton von Cetto (1756–1847)
- Henriette (1790–1831), sposò il conte Joseph Marie de Virieu-Beauvoir († 1825)

## Antenati
|                                          |  |                                               | Genitori                                |  |  | Nonni |  |  | Bisnonni                                           |  |  | Trisnonni                                         |  |
|                                          |  |                                               |                                         |  |  |       |  |  | Cristiano II del Palatinato-Zweibrücken-Birkenfeld |  |  | Cristiano I del Palatinato-Birkenfeld-Bischweiler |  |
|                                          |  |                                               |                                         |  |  |       |  |  | Cristiano II del Palatinato-Zweibrücken-Birkenfeld |  |  | Cristiano I del Palatinato-Birkenfeld-Bischweiler |  |
|                                          |  | Maddalena Caterina del Palatinato-Zweibrücken |                                         |  |  |       |  |  | Cristiano II del Palatinato-Zweibrücken-Birkenfeld |  |  |                                                   |  |
| Cristiano III del Palatinato-Zweibrücken |  |                                               |                                         |  |  |       |  |  | Cristiano II del Palatinato-Zweibrücken-Birkenfeld |  |  |                                                   |  |
|                                          |  | Caterina Agata di Rappoltstein                | ?                                       |  |  |       |  |  |                                                    |  |  |                                                   |  |
|                                          |  | Caterina Agata di Rappoltstein                | ?                                       |  |  |       |  |  |                                                    |  |  |                                                   |  |
|                                          |  | Caterina Agata di Rappoltstein                | ?                                       |  |  |       |  |  |                                                    |  |  |                                                   |  |
| Cristiano IV del Palatinato-Zweibrücken  |  | Caterina Agata di Rappoltstein                |                                         |  |  |       |  |  |                                                    |  |  |                                                   |  |
|                                          |  | Luigi Crato di Nassau-Saarbrücken             | Gustavo Adolfo di Nassau-Saarbrücken    |  |  |       |  |  |                                                    |  |  |                                                   |  |
|                                          |  | Luigi Crato di Nassau-Saarbrücken             | Gustavo Adolfo di Nassau-Saarbrücken    |  |  |       |  |  |                                                    |  |  |                                                   |  |
|                                          |  | Luigi Crato di Nassau-Saarbrücken             | Eleonora Clara di Hohenlohe-Neuenstein  |  |  |       |  |  |                                                    |  |  |                                                   |  |
| Carolina di Nassau-Saarbrücken           |  | Luigi Crato di Nassau-Saarbrücken             |                                         |  |  |       |  |  |                                                    |  |  |                                                   |  |
|                                          |  | Filippa Enrichetta di Hohenlohe-Langenburg    | Enrico Federico di Hohenlohe-Langenburg |  |  |       |  |  |                                                    |  |  |                                                   |  |
|                                          |  | Filippa Enrichetta di Hohenlohe-Langenburg    | Enrico Federico di Hohenlohe-Langenburg |  |  |       |  |  |                                                    |  |  |                                                   |  |
|                                          |  | Filippa Enrichetta di Hohenlohe-Langenburg    | Giuliana Dorotea di Castell             |  |  |       |  |  |                                                    |  |  |                                                   |  |
| Guglielmo del Palatinato-Zweibrücken     |  | Filippa Enrichetta di Hohenlohe-Langenburg    |                                         |  |  |       |  |  |                                                    |  |  |                                                   |  |
|                                          |  |                                               |                                         |  |  |       |  |  |                                                    |  |  |                                                   |  |
|                                          |  |                                               |                                         |  |  |       |  |  |                                                    |  |  |                                                   |  |
|                                          |  |                                               |                                         |  |  |       |  |  |                                                    |  |  |                                                   |  |
| Jean Baptiste Camasse                    |  |                                               |                                         |  |  |       |  |  |                                                    |  |  |                                                   |  |
|                                          |  |                                               |                                         |  |  |       |  |  |                                                    |  |  |                                                   |  |
|                                          |  |                                               |                                         |  |  |       |  |  |                                                    |  |  |                                                   |  |
|                                          |  |                                               |                                         |  |  |       |  |  |                                                    |  |  |                                                   |  |
| Maria Johanna Camasse                    |  |                                               |                                         |  |  |       |  |  |                                                    |  |  |                                                   |  |
|                                          |  |                                               |                                         |  |  |       |  |  |                                                    |  |  |                                                   |  |
|                                          |  |                                               |                                         |  |  |       |  |  |                                                    |  |  |                                                   |  |
|                                          |  |                                               |                                         |  |  |       |  |  |                                                    |  |  |                                                   |  |
| Eleonore Roux                            |  |                                               |                                         |  |  |       |  |  |                                                    |  |  |                                                   |  |
|                                          |  |                                               |                                         |  |  |       |  |  |                                                    |  |  |                                                   |  |
|                                          |  |                                               |                                         |  |  |       |  |  |                                                    |  |  |                                                   |  |
|                                          |  |                                               |                                         |  |  |       |  |  |                                                    |  |  |                                                   |  |
|                                          |  |                                               |                                         |  |  |       |  |  |                                                    |  |  |                                                   |  |